# Grumman S-2 Tracker
Grumman S-2 Tracker (S2F do leta 1962) je bilo ameriško dvomotorno palubno protipodmorniško letalo iz 1950ih. Tracker je bil konvencionalne konfiguracije, imel je visoko nameščeno kantilever krilo in tricikel pristajalno podvozje. S-2 Tracker je bil zasnovan kot naslednik Grumman AF Guardiana, je pa S-2 deloval samostojno - vsi sistemi in orožje so bili nameščeni na eno letalo, za razliko od Guardiana, ki je deloval v paru. 

## Specifikacije (S-2F)
Podatki iz Canada Aviation and Space Museum
Splošne karakteristike
- Posadka: 4 (dva pilota, 2 operaterja sistemov)
- Dolžina: 43 ft 6 in (13,26 m)
- Razpon kril: 72 ft 7 in (22,12 m)
- Višina: 17 ft 6 in (5,33 m)
- Površina kril: 485 ft² (45,06 m²)
- Teža praznega letala: 18315 lb (8310 kg)
- Naložena teža: 23435 lb (10630 kg)
- Maks. vzletna teža: 26147 lb (11860 kg)
- Pogon letala: 2 ×  zvezdasta motorja Wright R-1820-82WA, 1525 KM (1137 kW)  vsak

 Zmogljivost 
- Maks. hitrost: 280 mph (450 km/h) na nivoju morja
- Potovalna hitrost: 150 mph (240 km/h)
- Doseg: 1350 milj (2170 km) ali 9 ur (čas leta)
- Višina leta: 22000 ft (6700 m)

Oborožitev

- 4.800 lb (2.200 kg) tovora v notranjem bombnem prostoru in 6× podkrilnih nosilcih
  - Torpedo: Mk. 41, Mk. 43, Mk. 34, Mk. 44, ali Mk. 46
  - Globinske bombe Mk. 54 ali morske mine

## Zunanje pvoezave
- Surviving Grumman S2F Tracker Information Repository
- Manual: (1956) AN 01-85SAA-1 Flight Handbook Navy Model S2F-1, -2 Aircraft[mrtva povezava]
- The S-2 Tracker Museum
- S-2 Tracker v Patuxent River Naval Air Museum Arhivirano 2003-04-24 na Wayback Machine.